# Pomachilioides
Pomachilioides is een geslacht van kevers uit de familie  
kniptorren (Elateridae).
Het geslacht is voor het eerst wetenschappelijk beschreven in 1897 door Candèze.

## Soorten
Het geslacht omvat de volgende soorten:
- Pomachilioides dimidiatus Schwarz, 1901
- Pomachilioides ludiiformis Candèze, 1897